# Matthew Fox
Ne doit pas être confondu avec Matthew Fox (cyclisme).
Pour les articles homonymes, voir Fox.
Matthew Chandler Fox, est un acteur américain né le 14 juillet 1966 à Abington Township, Montgomery, Pennsylvanie, États-Unis.
Il est surtout connu pour avoir joué Jack Shephard, le héros de la série américaine Lost : Les Disparus.

## Biographie

### Jeunesse et études
Matthew Chandler Fox né le 14 juillet 1966 à Abington Township, dans le comté de Montgomery, en Pennsylvanie, aux États-Unis.
Il a grandi dans le ranch familial.
Sa mère était professeur et son père élevait des vaches et des chevaux. Il a deux frères.
Il fait des études d'économie à l'université Columbia de New York pour travailler à Wall Street.
Il finit par abandonner pour se consacrer à sa carrière dans la comédie, sa nouvelle passion.

### Vie privée
Matthew Fox est marié depuis 1991 à l'italienne Margherita Ronchi qu'il a rencontrée à l'université Columbia. Ils sont parents de deux enfants : Kyle et Byron.
Il est passionné par l'aviation et a d'ailleurs obtenu son brevet de pilote d'avion. Il fait également de la photographie. On peut voir ses photos dans un disque bonus de Lost intitulé « L'Art de Matthew Fox » qui montrent des photographies prises lors du tournage de la série.
En déplacement à Cleveland pour le tournage d'Alex Cross, il a été retenu par la police les 26 et 27 août 2011, à la suite des accusations d'agression d'une conductrice de bus de 29 ans qui ne voulait pas le laisser monter dans le véhicule loué par des particuliers.

### Carrière cinématographique

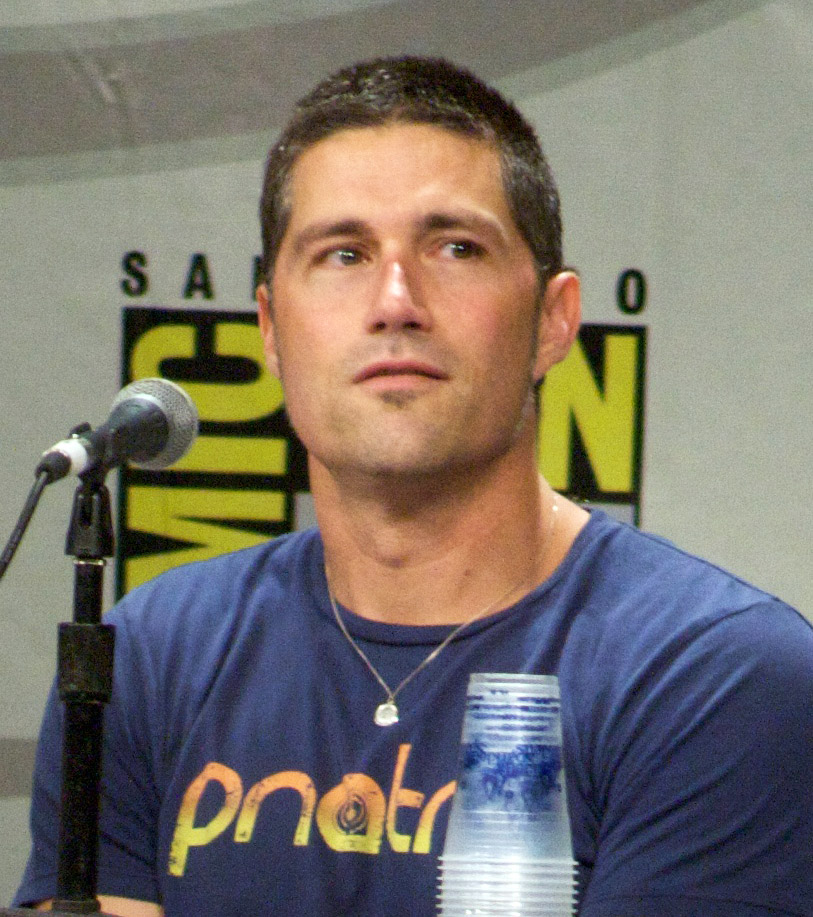
Fox au San Diego Comic-Con 2008.

Matthew Fox accède à la notoriété en décrochant le rôle de Charlie Salinger dans la série télévisée mélodramatique La Vie à cinq, en 1994. Le programme connait six saisons et permet à l'acteur de s'imposer aux côtés d'une distribution comptant Neve Campbell, Scott Wolf et Jennifer Love Hewitt.
À la fin de la série, il lance en 2002 sa propre série fantastique Haunted  qui ne connait qu'une courte saison, faute d'audiences. L'acteur enchaîne avec un autre projet : Lost : Les Disparus. Cette nouvelle série fantastique, dans laquelle il est à la tête d'une large distribution, est diffusée sur le réseau ABC, et connait un succès critique et commercial à l'échelle mondiale. L'acteur y incarne le docteur Jack Shephard durant les six saisons du programme, rôle qui lui permet de décrocher des nominations aux Golden Globes 2006 et Emmy Awards 2010 dans la catégorie meilleur acteur, et le Saturn Award du meilleur acteur principal pour une série en 2006.

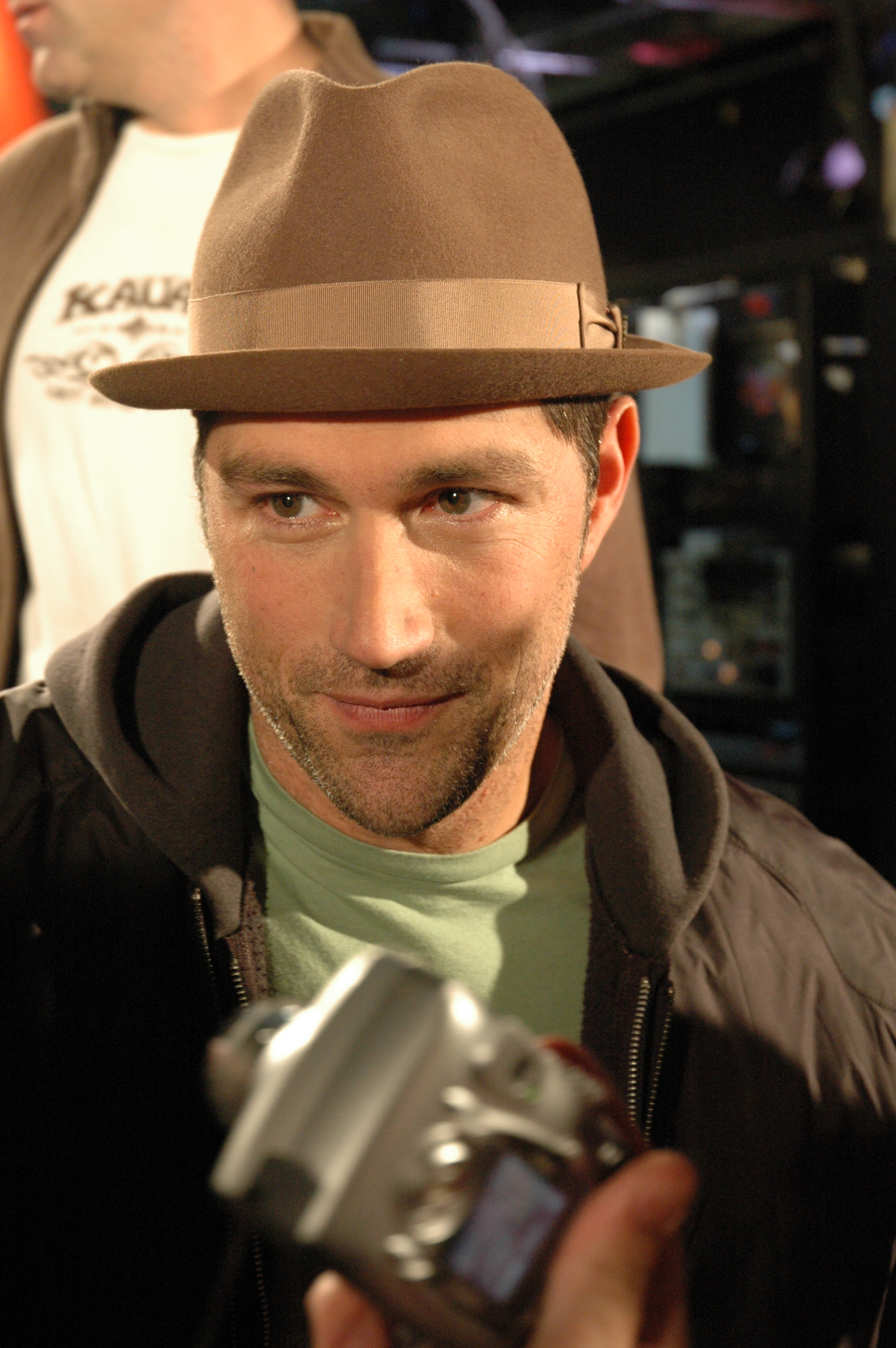
L'acteur à une session d'autographes de Lost, en décembre 2006.

Parallèlement à la diffusion de la série, Fox enchaîne plusieurs incursions au cinéma. D'abord, en 2006, il évolue aux côtés de Matthew McConaughey dans le drame sportif 
We Are Marshall. Ensuite, en 2008, il fait partie des distributions chorales de deux grosses productions, le film d'action Angles d'attaque, de Pete Travis, puis l'adaptation expérimentale Speed Racer des sœurs Wachowski. Ces deux films déçoivent néanmoins commercialement.
En 2010, alors que Lost : Les Disparus se conclut, il multiplie les projets. Il monte dès 2011 sur les planches londoniennes pour la pièce de théâtre intitulée In a Forest Dark and Deep. Puis il revient à Los Angeles pour les tournages de deux longs-métrages : d'abord le thriller Alex Cross, de Rob Cohen, puis le drame historique Crimes de guerre, de Peter Webber, où il côtoie Tommy Lee Jones. Ces deux essais, sortis en 2012, passent inaperçus.

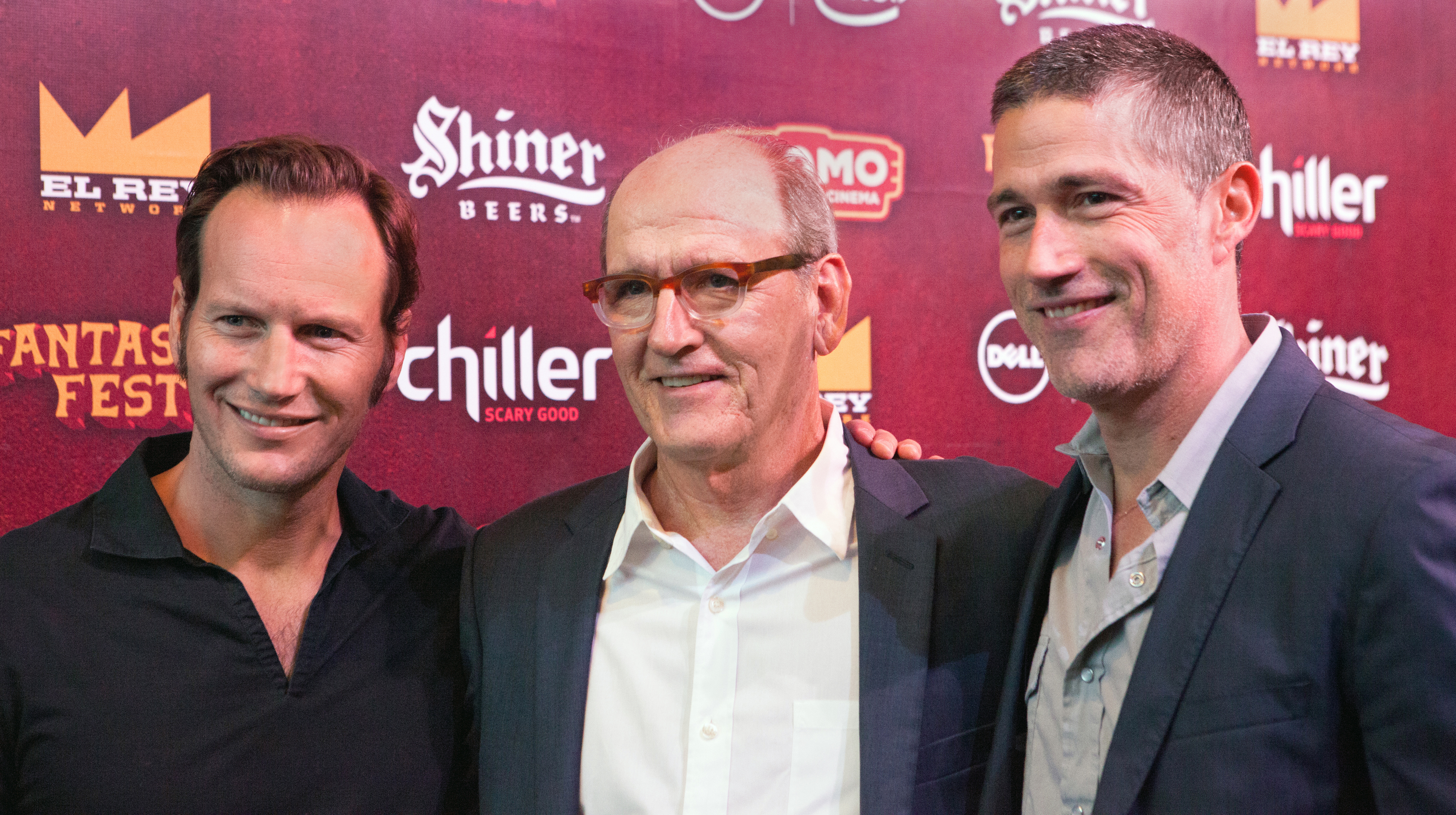
L'acteur aux côtés de ses partenaires de Bone Tomahawk, Patrick Wilson et Richard Jenkins.

En 2013, il n'a pas plus de chance avec le blockbuster de science-fiction World War Z. Son rôle y est considérablement réduit lors d'une production tumultueuse.
En 2015, il évolue dans le western Bone Tomahawk, mené par le vétéran Kurt Russell. Le film est acclamé par la critique.
En 2022, il fait son retour à la télévision en interprétant le rôle d'Andy Yeats dans la mini-série dystopique Last Light, produite par le service de streaming Peacock, de la chaîne NBC.
Il est annoncé dans la série The Madison, série dérivée de Yellowstone, sur le service de vidéo à la demande Paramount+.

## Théâtre
- 2011 : In a Forest, Dark and Deep : Bobby

## Filmographie

### Cinéma
- 1993 : My Boyfriend's Back : Buck Van Patten
- 2006 : We Are Marshall : Red Dawson
- 2007 : Mise à prix (Smokin' Aces) : Bill, le chef de la sécurité
- 2008 : Angles d'attaque (Vantage Point) de Pete Travis : Kent Taylor
- 2008 : Speed Racer : Racer X
- 2012 : Alex Cross de Rob Cohen : Matthew Sullivan dit « Le Boucher » / Picasso
- 2012 : Crimes de guerre (Emperor) de Peter Webber : le général Bonner Fellers
- 2013 : World War Z : un soldat américain
- 2015 : Bone Tomahawk de S. Craig Zahler : John Brooder
- 2015 : Extinction de Miguel Ángel Vivas : Patrick

### Télévision

#### Téléfilms
- Behind the Mask : James Jones

#### Séries télévisées
- 1991 : Wings : Ty Warner (saison 3, épisode 21)
- 1992 : Freshman Dorm : Danny Foley (Saison 1, 5 épisodes)
- 1993 : CBS Schoolbreak Special : Charlie Deevers
- 1994-2000 : La Vie à cinq (Party of Five) : Charlie Salinger
- 2002 : Haunted : Frank Taylor
- 2004-2010 : Lost : Les Disparus : Jack Shephard
- 2007-2008 : Lost: Missing Pieces : Jack Shephard
- 2022 : Last Light : Andy Yeats
- 2023 : Captifs (Caught) : Lieutenant Pete Mitchell
- 2025 : The Madison : Paul

## Voix françaises
En version française, Xavier Fagnon est la voix française régulière de Matthew Fox depuis Lost : Les Disparus. Cyrille Artaux et Michaël Cermeno l'ont doublé a deux reprises.
| - Xavier Fagnon dans : - Lost : Les Disparus (série télévisée) - We Are Marshall - Angles d'attaque - Speed Racer - Alex Cross - World War Z - Bone Tomahawk - Last Light (mini-série) - C*A*P*T*I*F*S (série télévisée) | - Cyrille Artaux dans (les séries télévisées) : - La Vie à cinq - Haunted - Michaël Cermeno dans : - Crimes de guerre - Extinction (en) Et aussi - Alexandre Gillet dans Les Blessures du passé (téléfilm) - David Krüger dans Mi$e à prix |